# Djupvattnet (Ströms socken, Jämtland, 706384-150069)
Djupvattnet är en sjö i Strömsunds kommun i Jämtland och ingår i Ångermanälvens huvudavrinningsområde. Sjön har en area på 0,137 kvadratkilometer och ligger 276,3 meter över havet.

## Delavrinningsområde
Djupvattnet ingår i det delavrinningsområde (706318-150069) som SMHI kallar för Utloppet av Storvattnet. Medelhöjden är 342 meter över havet och ytan är 9,4 kvadratkilometer. Räknas de 3 avrinningsområdena uppströms in blir den ackumulerade arean 40,97 kvadratkilometer. Kanalen som avvattnar avrinningsområdet har biflödesordning 3, vilket innebär att vattnet flödar genom totalt 3 vattendrag innan det når havet efter 173 kilometer. Avrinningsområdet består mestadels av skog (80 procent). Avrinningsområdet har 0,7 kvadratkilometer vattenytor vilket ger det en sjöprocent på 7,5 procent.